# Molophilus duplicatus
Molophilus duplicatus là một loài ruồi trong họ Limoniidae. Chúng phân bố ở miền Cổ bắc.